# Nordkaukasus (Föderationskreis)
Der Föderationskreis Nordkaukasus (russisch Северо-Кавказский федеральный округ) wurde per Präsidialerlass Dmitri Medwedews am 19. Januar 2010 als achter Föderationskreis Russlands gebildet. Dabei wurden sieben Verwaltungseinheiten (darunter sechs Republiken und eine Region), die geografisch der nördlichen Kaukasusregion zuzuordnen sind, aus dem Föderationskreis Südrussland ausgegliedert.
Verwaltungssitz des Föderationskreises Nordkaukasus ist die Stadt Pjatigorsk in der Region Stawropol. Der erste Generalgouverneur und gleichzeitig Vize-Ministerpräsident der Russischen Föderation war Alexander Chloponin.
Den Namen Föderationskreis Nordkaukasus trug außerdem vom 13. Mai bis zum 21. Juni 2000 der Föderationskreis Südrussland.

## Geographie
Der Kreis liegt im Süden des europäischen Russlands und umfasst den mittleren und östlichen Teil des Nordkaukasus. An seiner Binnengrenze im Norden grenzt der Kreis an den Föderationskreis Südrussland, im Osten an das Kaspische Meer. Der Kreis hat im Süden eine Außengrenze zu Georgien und den von Russland anerkannten Republiken Südossetien und zu Aserbaidschan.
Das Gebiet des Bezirks macht etwa ein Prozent der Fläche der Russischen Föderation aus und ist der kleinste Föderale Kreis Russlands.

## Bevölkerung und Sprachen
Die ethnische Vielfalt ist im Nordkaukasus stark ausgeprägt. Zahlreiche Ethnien siedelten zeitweise auf dem Gebiet, u. a. Skythen, Hunnen, arabische und türkische Völker, Krimtataren und russische Kosaken. Die Einwanderer trugen zu einer immer stärkeren Differenzierung der komplexen ethnischen Struktur der autochthonen Bevölkerung bei. Eine mögliche ethnische Einteilung kann nach Sprachgruppen erfolgen: Im Nordkaukasus trifft man auf indoeuropäische (z. B. Russisch, Ossetisch) und kaukasische Sprachen (letztere mit zahlreichen Untergruppen) sowie auf türkischsprachige Völker. Am größten ist die sprachliche Vielfalt in Dagestan, wo allein 12 „Staatssprachen“ existieren. Hinzu kommen kulturelle und religiöse Unterschiede zwischen den verschiedenen Völkern, die hier auf engstem Raum zusammenleben.

## Geschichte
Im Jahr 2000 schuf Präsident Putin per Dekret sieben Föderationskreise, welche jeweils mehrere Föderationssubjekte zu einer größeren Einheit zusammenfassen. Ziel dieser Reform war die Stärkung der vertikalen Machtverteilung und eine Verschärfung der Kontrolle über die regionalen Machthaber. Das Gebiet gehörte zunächst zum Föderationskreis Südrussland.
Durch die anhaltende Gewalt in Tschetschenien, Dagestan und Inguschetien wurde von der russischen Regierung eine Änderung der Pazifizierungsstrategie in dieser Region vorgenommen. Dabei sollten neue Verwaltungsstrukturen helfen, die Probleme der Region von Moskau aus besser in den Griff zu bekommen. Hierzu wurde 2009 der neue Föderationskreis Nordkaukasus geschaffen.
Im September 2010 verabschiedete die russische Regierung eine neue Entwicklungsstrategie für den krisengeschüttelten Föderationskreis. Darin sind für die nächsten 15 Jahre Projekte im Umfang von 600 Mrd. Rubel vorgesehen, die teilweise aus dem staatlichen Investitionsfonds kofinanziert werden. Durch Entwicklung, Modernisierung und verbesserte Regierungsführung sollen die Ursachen der Gewalt in dieser Region überwunden werden.

Teilrepubliken und Region Stawropol im Nordkaukasus

## Gliederung
- Republik Dagestan (1)
- Republik Inguschetien (2)
- Republik Kabardino-Balkarien (3)
- Republik Karatschai-Tscherkessien (4)
- Republik Nordossetien-Alanien (5)
- Republik Tschetschenien (6)
- Region Stawropol (7)

Nicht zum Föderationskreis gehören hingegen die autonome Tscherkessen-Republik Adygeja und die sie umgebende Region Krasnodar, die zwar gemeinhin ebenfalls zum Nordkaukasus gezählt werden und in denen Muslime – wie in Nordossetien-Alanien – eine Minderheit sind.